# Onthophagus phoenicocerus
Onthophagus phoenicocerus är en skalbaggsart som beskrevs av Lea 1923. Onthophagus phoenicocerus ingår i släktet Onthophagus och familjen bladhorningar. Inga underarter finns listade i Catalogue of Life.